# Nowoje słowo
Nowoje słowo (ros. "Новое Слово"; pol. "Nowe Słowo") – rosyjskojęzyczne pismo w Berlinie w latach 30. i I połowie lat 40. XX wieku

## Historia
Pismo było wydawane w Berlinie od maja 1933 r. jako niezawisły organ prasowy rosyjskiej kolonii miasta. Wychodziło nieregularnie. Początkowo było finansowane przez Ministerstwo Propagandy Josepha Goebbelsa. Szybko znalazło się pod całkowitą kontrolą władz niemieckich sprawowaną poprzez Antykomintern, zaś od końca 1936 r. Urząd "Wschód" (związany z Alfredem Rosenbergiem). W ten sposób gazeta stała się narzędziem propagowania ideologii nazistowskiej wśród Białych Rosjan. Funkcję redaktora naczelnego pisma pełnił Jewgienij L. Kumming. W sierpniu 1934 r. zastąpił go na krótko Nikołaj Herszelmann, zaś we wrześniu tego roku Władimir M. Despotuli. Odtąd pismo ukazywało się 2 razy w tygodniu. Ideologicznie gazeta reprezentowała poglądy proniemieckie, antysemickie, antykomunistyczne i antymasońskie. Opowiadała się za nową wolną Rosją żyjącą w przyjaźni z dawnym wrogiem Niemcami. Popierano prawa do tytułu carskiego wielkiego księcia Kiryła. Zamieszczano w niej artykuły i felietony wielu działaczy emigracji rosyjskiej w Niemczech, jak gen. Wasilij W. Biskupski, gen. Aleksiej A. von Lampe, Nikołaj N. Breszko-Breszkowski, Michaił M. Popiello-Dawydow, czy G.W. Niemirowicz-Danczenko. W 1938 r. gen. W. W. Biskupski, stojący na czele Vertauenstelle für Russische Flüchtlinge, próbował nieskutecznie uczynić pismo organem prasowym Frontu Narodowego. Po ataku wojsk niemieckich na ZSRR 22 czerwca 1941 r., gazeta była kolportowana też na okupowane tereny sowieckie. Ostatni numer pisma wyszedł krótko przed kapitulacją III Rzeszy 8/9 maja 1945 r.